# 摩奴訶
摩奴訶是緬甸直通王朝的末代君主，約1030年至1057年在位。根據孟族的傳統說法，摩奴訶是直通王朝第59代國王。
1057年，蒲甘王朝的阿奴律陀在善阿羅漢的影響下改宗了上座部佛教。善阿羅漢是來自直通的孟族僧侶，他敦促阿奴律陀向直通王國求取完整的佛教三藏和佛舍利。阿奴律陀遣使到直通，使臣却遭到了直通国的羞辱，一無所獲。他以此為藉口發兵直通，圍城三月。直通城中糧食匱乏，人相食。阿奴律陀手下四將江喜陀、良宇披、牙底由、牙隆梨畢破城而入，1057年5月17日摩奴訶投降。
摩奴訶一族與國中財寶、僧侶、工匠被遷往蒲甘，人數多達三萬。摩奴訶帶去的直通文化深刻的影響了蒲甘文化，緬文在孟文的影響下出現，最古的緬文碑銘是在1058年，即征服後的一年。蒲甘的大型寺廟大多是在此後30年的時間開始興建的。
摩奴訶在蒲甘受到禮遇，居住於城南緬卡巴（Myinkaba）的南帕耶寺，他還建了一座摩奴訶寺。後來摩奴訶一族受命守護瑞喜宮佛塔，他的後代在良烏深受百姓的敬重。摩奴訶的一個族人死於麻風病，成為了緬甸神靈良欽。

## 圖片

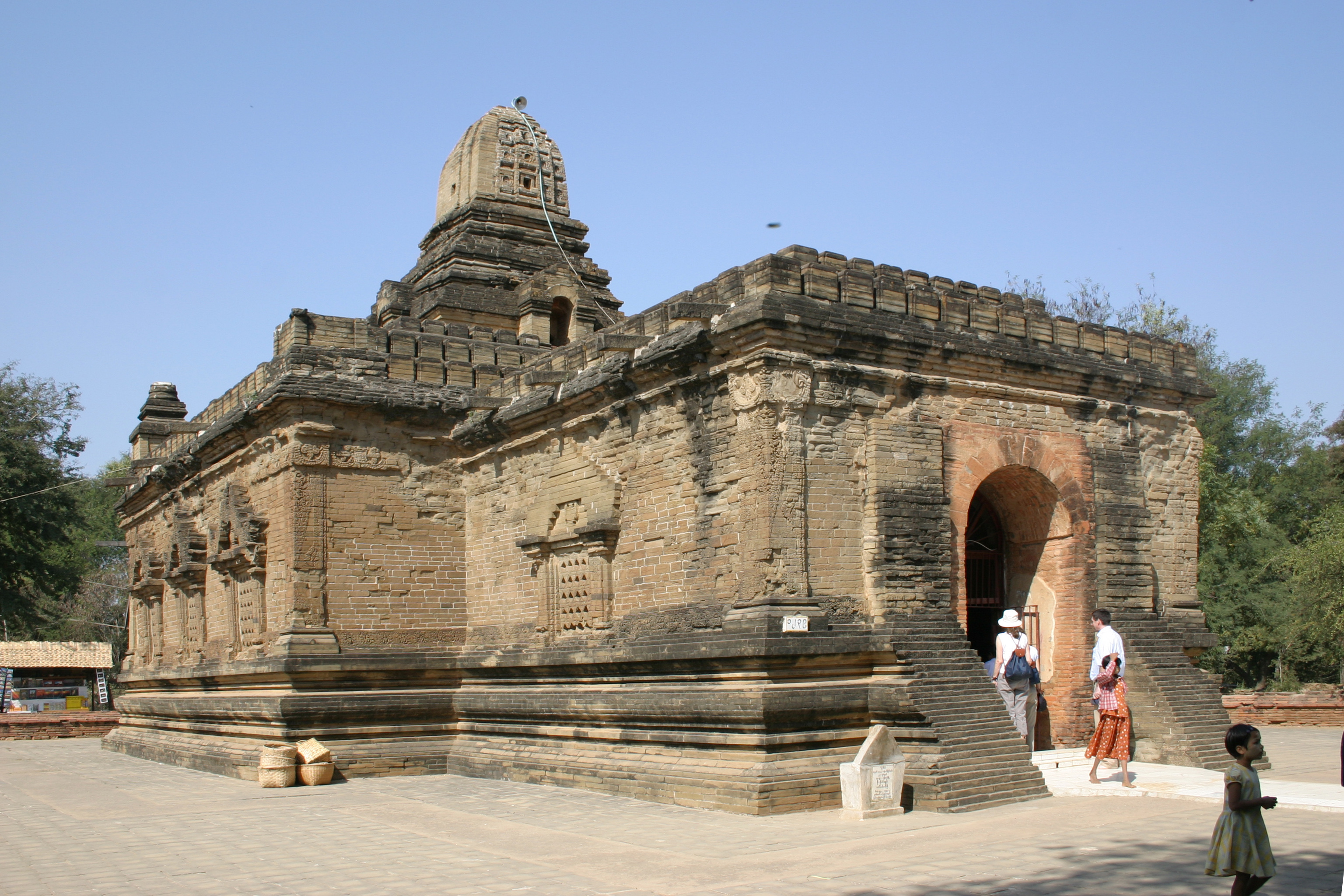
南帕耶寺（英语：Nanpaya Temple）
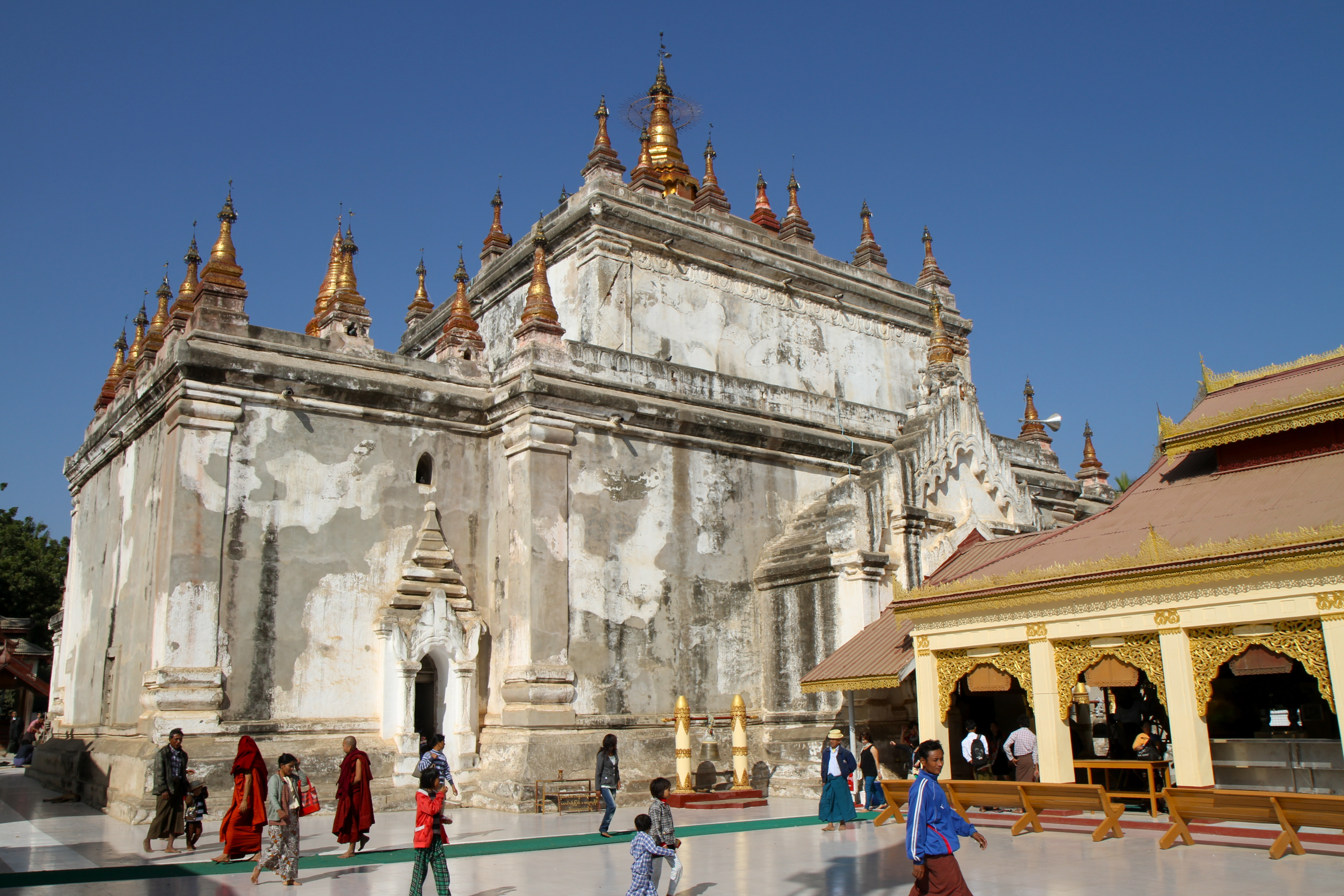
摩奴訶寺（英语：Manuha Temple）